# Spanyolország közigazgatási beosztása

Spanyolország autonóm közösségei

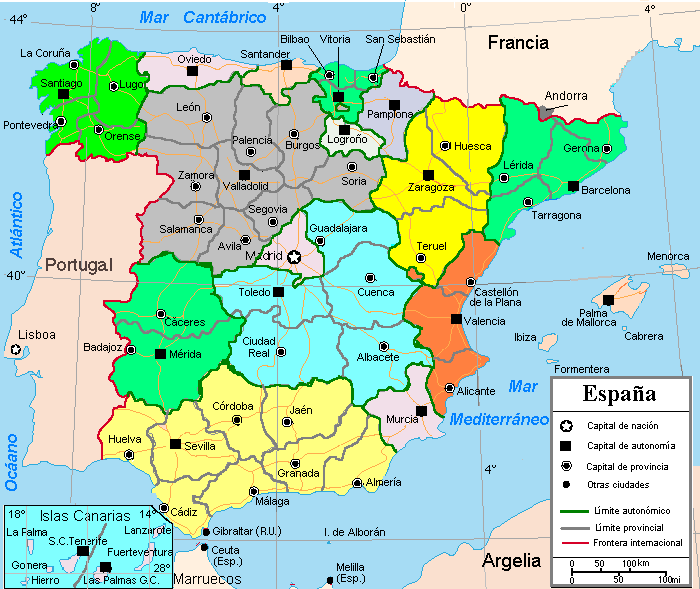
Spanyolország tartományai

Spanyolország közigazgatási beosztása háromszintű. A legnagyobb egységet az autonóm közösségek (comunidades autónomas) alkotják, melyek mindegyike egy vagy több tartományból (provincia) áll. A tartományok önkormányzattal rendelkező településekre (municipios, községek) oszlanak.
Speciális a helyzete Spanyolország két észak-afrikai birtokának (Ceuta és Melilla). Ezek autonóm városok, melyek egyúttal tartományi és községi funkciókat is betöltenek, tehát a három területi szint mindegyikéhez tartoznak.
A közigazgatási beosztás szintjei összefoglalóan az alábbiak:
1. comunidades autónomas (17 + 2 autonóm város)
2. provincias (50 + 2 autonóm város)
3. municipios (8111 község)

Az autonóm közösségek egy része egyetlen tartományból áll, ezek Asztúria, a Baleár-szigetek, Kantábria, La Rioja, Madrid, Murcia és Navarra.
Az Európai Unió által statisztikai célokra kialakított kódrendszerben (NUTS) az autonóm közösség a NUTS-2, a tartomány a NUTS-3 szintnek felel meg. NUTS-1 szintű területi egységekként autonóm közösségek csoportjaiból álló régiókat határoztak meg.
Léteznek úgynevezett comarcák is, amelyek a magyar közigazgatási rendszerben a járásokhoz állnak a legközelebb. Ezeknek ma már leginkább csak történelmi szerepe van, a járási önkormányzatoknak nem mindenhol van tényleges hatalma.

## Autonóm közösségek
Spanyolország 17 autonóm közösségre (spanyolul comunidad autónoma) oszlik. Ezekhez járul még a Spanyolországhoz tartozó két észak-afrikai autonóm város, Ceuta és Melilla is.
1979 és 1983 között jött létre az autonóm közösségek és városok rendszere. A széles önállósággal felruházott közösségek mindegyike rendelkezik saját parlamenttel és regionális kormánnyal. Az autonóm közösségek jogai azonban nem teljesen azonosak, mivel mindegyikük egyedi autonómia-statútummal (estatuto de autonomía) rendelkezik.
Ezeknek két fő típusa van: az egyik körbe tartoznak a történelmi régiók, úgy mint Baszkföld, Katalónia, Galicia és Andalúzia, melyek szélesebb autonómiával rendelkeznek, mint a többi. Így például e négy közösség elnöke határozhatja meg, hogy hazájában mikor és hogyan tartsanak elnökválasztásokat. Baszkföldön és Katalóniában az elnök saját rendőrség felett is rendelkezik. A plusz kiadásokra e régiók visszatarthatnak egy nagyobb adóösszeget a központi kormányzattól. Az itt élő népek második hivatalos nyelvet vezethettek be. A másik csoportba tartoznak a spanyol többségű közösségek. Ezek a madridi központi kormányzattól szorosabban függnek.
Mindez azt szolgálja, hogy a soknemzetiségű ország kisebbségei elfogadják a spanyol dominanciájú közös államot. Ennek ellenére Spanyolországban megfigyelhető az erős szeparatizmus.

## Tartományok
Spanyolország az autonóm közösségeken belül 50 tartományra (spanyolul provincia) oszlik. Némelyik tartomány egyben autonóm közösség, azaz az autonóm közösséget csupán egy tartomány alkotja. Ezek Asztúria, a Baleár-szigetek, Kantábria, La Rioja, Madrid, Murcia és Navarra. A tartományok különféle közigazgatási célokat szolgálnak, például a választások lebonyolításakor, vagy a postai irányítószámok és a telefonszámok kiosztásakor használják őket.

## Autonóm közösségek és tartományaik
| Zászló                    | Név                                                                | Főváros                                                          | Tartomány                                         | Székhelye                                  | Elhelyezkedés |
| ------------------------- | ------------------------------------------------------------------ | ---------------------------------------------------------------- | ------------------------------------------------- | ------------------------------------------ | ------------- |
| Andalucía                 | Andalúzia (sp. Andalucía)                                          | Sevilla                                                          | Almería                                           | Almería                                    |               |
| Andalucía                 | Andalúzia (sp. Andalucía)                                          | Sevilla                                                          | Cádiz                                             | Cádiz                                      |               |
| Andalucía                 | Andalúzia (sp. Andalucía)                                          | Sevilla                                                          | Córdoba                                           | Córdoba                                    |               |
| Andalucía                 | Andalúzia (sp. Andalucía)                                          | Sevilla                                                          | Granada                                           | Granada                                    |               |
| Andalucía                 | Andalúzia (sp. Andalucía)                                          | Sevilla                                                          | Huelva                                            | Huelva                                     |               |
| Andalucía                 | Andalúzia (sp. Andalucía)                                          | Sevilla                                                          | Jaén                                              | Jaén                                       |               |
| Andalucía                 | Andalúzia (sp. Andalucía)                                          | Sevilla                                                          | Málaga                                            | Málaga                                     |               |
| Andalucía                 | Andalúzia (sp. Andalucía)                                          | Sevilla                                                          | Sevilla                                           | Sevilla                                    |               |
| Aragón                    | Aragónia (sp. Aragón)                                              | Zaragoza                                                         | Huesca                                            | Huesca (ar. Uesca)                         |               |
| Aragón                    | Aragónia (sp. Aragón)                                              | Zaragoza                                                         | Teruel                                            | Teruel (ar. Tergüel)                       |               |
| Aragón                    | Aragónia (sp. Aragón)                                              | Zaragoza                                                         | Zaragoza                                          | Zaragoza                                   |               |
| Principado de Asturias    | Asztúria (sp. Principado de Asturias / aszt. Principáu d'Asturies) | Oviedo                                                           | Asztúria                                          | Oviedo (aszt. Uviéu)                       |               |
| Islas Baleares            | Baleárok (sp. Islas Baleares / kat. Illes Balears)                 | Palma de Mallorca                                                | Baleárok                                          | Palma de Mallorca                          |               |
| País Vasco                | Baszkföld (sp. País Vasco / b. Euskadi)                            | Vitoria-Gasteiz                                                  | Álava (b. Araba)                                  | Vitoria-Gasteiz (sp. Vitoria / b. Gasteiz) |               |
| País Vasco                | Baszkföld (sp. País Vasco / b. Euskadi)                            | Vitoria-Gasteiz                                                  | Guipúzcoa (b. Gipuzkoa)                           | San Sebastián (b. Donostia)                |               |
| País Vasco                | Baszkföld (sp. País Vasco / b. Euskadi)                            | Vitoria-Gasteiz                                                  | Vizcaya (b. Bizkaia)                              | Bilbao (b. Bilbao / Bilbo)                 |               |
|                           | Extremadura                                                        | Mérida                                                           | Badajoz                                           | Badajoz                                    |               |
| Cáceres                   | Extremadura                                                        | Mérida                                                           | Cáceres                                           |                                            |               |
|                           | Galicia                                                            | Santiago de Compostela                                           | A Coruña (sp. La Coruña)                          | A Coruña (sp. La Coruña)                   |               |
| Lugo                      | Galicia                                                            | Santiago de Compostela                                           | Lugo                                              |                                            |               |
| Ourense (sp. Orense)      | Galicia                                                            | Santiago de Compostela                                           | Ourense (sp. Orense)                              |                                            |               |
| Pontevedra                | Galicia                                                            | Santiago de Compostela                                           | Pontevedra                                        |                                            |               |
| Canarias                  | Kanári-szigetek (sp. Islas Canarias)                               | Las Palmas de Gran Canaria és Santa Cruz de Tenerife (megosztva) | Las Palmas                                        | Las Palmas de Gran Canaria                 |               |
| Canarias                  | Kanári-szigetek (sp. Islas Canarias)                               | Las Palmas de Gran Canaria és Santa Cruz de Tenerife (megosztva) | Santa Cruz de Tenerife                            | Santa Cruz de Tenerife                     |               |
| Cantabria                 | Kantábria (sp. Cantabria)                                          | Santander                                                        | Kantábria (sp. Cantabria)                         | Santander                                  |               |
| Castilla-La Mancha        | Kasztília-La Mancha (sp. Castilla-La Mancha)                       | Toledo                                                           | Albacete                                          | Albacete                                   |               |
| Castilla-La Mancha        | Kasztília-La Mancha (sp. Castilla-La Mancha)                       | Toledo                                                           | Ciudad Real                                       | Ciudad Real                                |               |
| Castilla-La Mancha        | Kasztília-La Mancha (sp. Castilla-La Mancha)                       | Toledo                                                           | Cuenca                                            | Cuenca                                     |               |
| Castilla-La Mancha        | Kasztília-La Mancha (sp. Castilla-La Mancha)                       | Toledo                                                           | Guadalajara                                       | Guadalajara                                |               |
| Castilla-La Mancha        | Kasztília-La Mancha (sp. Castilla-La Mancha)                       | Toledo                                                           | Toledo                                            | Toledo                                     |               |
|                           | Kasztília és León (sp. Castilla y León)                            | Valladolid                                                       | Ávila                                             | Ávila                                      |               |
| Burgos                    | Kasztília és León (sp. Castilla y León)                            | Valladolid                                                       | Burgos                                            |                                            |               |
| León                      | Kasztília és León (sp. Castilla y León)                            | Valladolid                                                       | León                                              |                                            |               |
| Palencia                  | Kasztília és León (sp. Castilla y León)                            | Valladolid                                                       | Palencia                                          |                                            |               |
| Salamanca                 | Kasztília és León (sp. Castilla y León)                            | Valladolid                                                       | Salamanca                                         |                                            |               |
| Segovia                   | Kasztília és León (sp. Castilla y León)                            | Valladolid                                                       | Segovia                                           |                                            |               |
| Soria                     | Kasztília és León (sp. Castilla y León)                            | Valladolid                                                       | Soria                                             |                                            |               |
| Valladolid                | Kasztília és León (sp. Castilla y León)                            | Valladolid                                                       | Valladolid                                        |                                            |               |
| Zamora                    | Kasztília és León (sp. Castilla y León)                            | Valladolid                                                       | Zamora                                            |                                            |               |
|                           | Katalónia (sp. Cataluña / kat. Catalunya)                          | Barcelona                                                        | Barcelona                                         | Barcelona                                  |               |
| Girona (sp. Gerona)       | Katalónia (sp. Cataluña / kat. Catalunya)                          | Barcelona                                                        | Girona (sp. Gerona)                               |                                            |               |
| Lleida (sp. Lérida)       | Katalónia (sp. Cataluña / kat. Catalunya)                          | Barcelona                                                        | Lleida (sp. Lérida)                               |                                            |               |
| Tarragona                 | Katalónia (sp. Cataluña / kat. Catalunya)                          | Barcelona                                                        | Tarragona                                         |                                            |               |
|                           | La Rioja                                                           | Logroño                                                          | La Rioja                                          | Logroño                                    |               |
|                           | Madrid                                                             | Madrid                                                           | Madrid                                            | Madrid                                     |               |
|                           | Murcia                                                             | Murcia                                                           | Murcia                                            | Murcia                                     |               |
|                           | Navarra (b. Nafarroa)                                              | Pamplona (b. Iruña)                                              | Navarra (b. Nafarroa)                             | Pamplona (b. Iruña)                        |               |
|                           | Valencia (sp. Comunidad Valenciana - kat. Comunitat Valenciana)    | Valencia (kat. València)                                         | Alicante (kat. Alacant)                           | Alicante (kat. Alacant)                    |               |
| Castellón (kat. Castelló) | Valencia (sp. Comunidad Valenciana - kat. Comunitat Valenciana)    | Valencia (kat. València)                                         | Castellón de la Plana (kat. Castelló de la Plana) |                                            |               |
| Valencia (kat. València)  | Valencia (sp. Comunidad Valenciana - kat. Comunitat Valenciana)    | Valencia (kat. València)                                         | Valencia (kat. València)                          |                                            |               |

|  | Autonóm városok | Elhelyezkedés |
|  | --------------- | ------------- |
|  | Ceuta           |               |
|  | Melilla         |               |